# Sigita Strečen
Sigita Strečen, született Sigita Mažeikaitė (Panevėžys, 1958. szeptember 24. –) olimpiai és világbajnok szovjet válogatott litván kézilabdázó.

## Pályafutása
1976 és 1989 között az Eglė Vilnius, 1989 és 1991 között a német Remscheid kézilabdázója volt. Az Eglėvel 1987–88-as idényben EHF-kupa-győztes volt. 1979 és 1986 között a szovjet válogatott tagja volt. Az 1980-as moszkvai olimpián és az 1982-es magyarországi világbajnokságon aranyérmet nyert a csapattal.

## Sikerei, díjai
- Olimpiai játékok
  - aranyérmes: 1980, Moszkva
- Világbajnokság
  - aranyérmes: 1982, Magyarország
- EHF-kupa
  - győztes: 1987–88